# Timo Soini
Timo Soini é um político finlandês, do Partido dos Finlandeses.

Nasceu em Raumo, na Finlândia, em 1962.
Aos 27 anos, converteu-se ao catolicismo.
Foi líder do Partido dos Finlandeses em 1997-2017.
Foi político municipal em Espoo desde 2001, deputado ao Parlamento da Finlândia (2003-2009, 2011-), deputado ao Parlamento Europeu (2009-20011), vice-primeiro-ministro (2015-2017) e ministro dos negócios estrangeiros (2015-2019).
Entre as suas posições ideológicas estão:
- Timo Soini defende que a Finlândia deve abandonar a União Europeia, não entrar para a NATO.
- Preconiza uma política mais dura para com os refugiados, e menos ajuda aos países do Euro com dificuldades financeiras.
- É contra a obrigatoriedade do ensino da língua sueca nas escolas finlandesas, apesar do sueco ser idioma oficial do país lado a lado com o finlandês.